# Mbalé (journal)
Mbalé est un journal camerounais qui est paru à Paris à la fin des années 20 et au courant des années 30. Il est édité par des camerounais de la diaspora en France.

## Histoire
Mbalé signifie "la vérité" en duala.
Joseph Ebele en est le rédacteur en chef, le fondateur et promoteur. C'est un  activiste qui fréquente des panafricanistes et indépendantistes à Paris. 
Il est une figure politique représentative de la société civile naissante. C'est en fréquentant ces milieux qu'il y introduit des camerounais et éprouve le besoin de lancer ce journal. Il en confiera plus tard la gestion et la rédaction en chef à Gaston Kingué Jonc qui en 1945 créera un autre journal; Le Flambeau. Ce dernier s'acquitte de cette tâche pendant à peine une année. A son retour au Cameroun dès 1931, le journal aussi diffusé au Cameroun, y est pour un temps, interdit de circulation. Cette interdiction de l’administration française décuple l'énergie de Joseph Ebelé à aller plus loin en dénonçant les problèmes fonciers des Douala, les intérêts des Africains devant le fait colonial.  
Surnommé «Doualaman», son journal devient une tribune contre les impérialismes, allemand puis  français.  
En 1933, de « Mbalé » (la vérité en douala), le premier journal camerounais en langue douala, écrit en une : le Cameroun revendique son indépendance. 
L’année suivante, il publie dans le journal panafricaniste «le cri des Nègres». Dans cet article très détaillé, il évoque le problème de l’expropriation des terres à Douala. 
Le journal est estampillé "journal des terroristes",.